# TANet
TANet，即臺灣學術網路，為中華民國教育部與臺灣各學術單位共同建立的一個全國性教學研究用網際網路系統。

## 概要
1980年代中期，教育部引進BITNET大學教學研究網路系統，提供學術界跨國電子郵件、檔案傳輸等應用服務。1980年代末期，教育部科技顧問室（1990年更名為教育部顧問室）在張進福主任任內編列經費，委由科技顧問陳文村規劃，補助主要國立大學建立校園網路、校際網路。於1990年7月，教育部電子計算機中心邀集受補助大學成立「台灣學術網路」，建立以TCP/IP通訊協定為基礎之網際網路系統，為台灣第一個網際網路系統，也是台灣往後發展政府、商用網際網路系統之基礎。1999年起，教育部推動中小學使用ADSL連線至TANet，讓資訊教育向下扎根，迄今TANet已成為全台灣各級學校網路及資訊教育之平台。
TANet初期連接台灣部份的學術單位與研究機構，網路骨幹使用電話連線，頻寬為9.6kbps。1991年12月3日以64Kbps數據專線連接美國普林斯頓大學的JvNCnet，成為台灣的第一條跨國網路連線。1994年年初，以T1連接架設中的Hinet，成為台灣第一條網際網路對等連線（peering），台灣的網際網路正式進入跨網時代。同年6月以10Mbps 的乙太網路連接SEEDNet，台灣開始了多網系統的網網相連。歷經多年來擴充，TANet網路架構分為國家骨幹網路、地區性網路、校園網路三個階層，2005年TANet國家骨幹網路全面提昇至10GE之網路環境。截至2008年4月，連美國頻寬為STM16 (2488.32Mbps)，連台灣其它網路總頻寬達102.718Gbps。
於2016年中旬後，主節點(中央研究院、臺北、新竹、臺中、臺南)主節點間交換骨幹均提升至100Gbps、主節點(臺北、新竹、臺中、臺南)及各縣市區網中心間交換骨幹均提升至100Gbps。各區網中心分別以兩條100Gbps線路接往主節點，均達線路備援。TANet骨幹的提升能舒緩以往TANet長年以來頻寬不足的問題。

TANet的管理組織分為三個階層：「台灣學術網路管理委員會」、「區域網路中心推動小組」以及「縣市教育網路中心推動小組」。
TANet現行網路運作架構為 各區主節點 、各縣市區網中心(收攏鄰近大學大專技職院校及較近區域之高中職與國中小) 、各縣市教育網路中心(收攏當地高中職、國中小及部分幼稚園)

## TANet架構
TANet的骨幹架構如下：
一、主節點： TANet在中央研究院、臺北、新竹、臺中、臺南設置主節點，主要收攏各縣市所在之區域網路中心，提供各區域網路中心之間骨幹網路交換。
1. 中央研究院
2. 臺北主節點：國家教育研究院 [10]
3. 新竹主節點
4. 臺中主節點
5. 臺南主節點

二、區網中心：TANet在全國各區域選出一個院校單位，成立區域網路中心，協助該區域內相關學校及學術研究單位共享網際網路資源。
1. 臺北區域網路中心：
  - 臺灣大學計資中心(臺北區網I)（页面存档备份，存于）
  - 政治大學電算中心(臺北區網II)（页面存档备份，存于）
2. 桃園區域網路中心：中央大學電算中心（页面存档备份，存于）
3. 新竹區域網路中心：清華大學計通中心（页面存档备份，存于）
4. 竹苗區域網路中心：國立陽明交通大學資訊技術服務中心（页面存档备份，存于）
5. 臺中區域網路中心：中興大學電算中心（页面存档备份，存于）
6. 南投區域網路中心：暨南國際大學電算中心（页面存档备份，存于）
7. 雲嘉區域網路中心：中正大學資訊處（页面存档备份，存于）
8. 臺南區域網路中心：成功大學電算中心
9. 高屏澎區域網路中心：中山大學圖書與資訊處（页面存档备份，存于）
10. 宜蘭區域網路中心：宜蘭大學圖書資訊館（页面存档备份，存于）
11. 花蓮區域網路中心：東華大學資訊與網路中心（页面存档备份，存于）（花蓮區網中心與花東區網中心於2009年1月19日合併）
12. 臺東區域網路中心：臺東大學電算中心（页面存档备份，存于）

三、縣市網中心：各縣市建立收攏各高中職、國中小及幼稚園等教育單位。
1. 臺北市教育網路中心：臺北市政府教育局資訊教育科（页面存档备份，存于）
2. 新北市教育網路中心：新北市雲端智慧科技中心
3. 基隆市教育網路中心
4. 桃園市教育網路中心：桃園市政府教育局小教科網路中心
5. 金門縣教育網路中心
6. 連江縣教育網路中心
7. 新竹縣教育網路中心
8. 新竹市教育網路中心
9. 苗栗縣教育網路中心：苗栗縣政府教育處教育資訊中心
10. 臺中市教育網路中心
11. 彰化縣教育網路中心
12. 南投縣教育網路中心
13. 雲林縣教育網路中心：雲林縣教育網（页面存档备份，存于）
14. 嘉義縣教育網路中心
15. 嘉義市教育網路中心
16. 臺南市教育網路中心：臺南市教育局資訊中心（页面存档备份，存于）
17. 高雄市教育網路中心：高雄市政府教育局資訊教育中心
18. 屏東縣教育網路中心
19. 澎湖縣教育網路中心
20. 宜蘭縣教育網路中心
21. 花蓮縣教育網路中心：花蓮縣政府教育處教育網路中心
22. 臺東縣教育網路中心

## 網域命名規則
1. 大專以上院校，以兩個英文字母以上簡稱縮寫，附加 edu.tw 。如 ntu.edu.tw 為國立台灣大學的網域名。
2. 高中職若有英文名稱則沿用之，附加縣市domain.edu.tw。
如高雄市立高雄高級中學英文名為 kshs， 網域名為 kshs.kh.edu.tw;
國立新竹高級中學英文名為 hchs，網域名為hchs.hc.edu.tw,
國立內壢高級中學英文名為nlhs，網域名為nlhs.tyc.edu.tw。其他依下述規則命名：
  1. 高級中學：校名縮寫英文字母+hs.縣市domain.edu.tw
  2. 完全中學（分國中部、高中部的學校）：校名縮寫英文字母+sh.縣市domain.edu.tw
  3. 職業學校：校名縮寫英文字母+vs.縣市domain.edu.tw
  4. 若高工高商家商商工的縮寫名稱過長，依狀況決定。
  5. 若為大學附屬中學，命名不一定符合上述規則。
3. 女子高中依下面二種方式命名：
  1. 校名縮寫英文字母+gsh.縣市domain.edu.tw
  2. 校名縮寫英文字母+gs.縣市domain.edu.tw
4. 國民中學：校名縮寫英文字母+jh.縣市domain.edu.tw
5. 國民小學依下面二種方式命名：
  1. 校名縮寫英文字母+ps.縣市domain.edu.tw
  2. 校名縮寫英文字母+es.縣市domain.edu.tw
6. 國中小：校名縮寫英文字母+jps.縣市domain.edu.tw
7. 幼稚園：校名縮寫英文字母+kg.縣市domain.edu.tw

（宜蘭縣的各國民小學網站曾在2014至2020年架在縣內部落格服務網站（blog.ilc.edu.tw），2021年起網域規則改為「校名縮寫英文字母+es.ilc.edu.tw」）

## IPv4位址範圍
IP位址的分配依亞太網路資訊中心（APNIC）與台灣網路資訊中心（TWNIC）的規範。TANet多數IP開頭為 140.92 、140.109至 140.138，尚有 192.83 、 192.192 與 163.13 至 163.28，其中163.28保留作為TANet及區網Proxy專用網段。網域名多以edu.tw結束，部份單位有獨立網域名。

### 大專院校的IP範圍

#### 140開頭的IP
- 國立臺灣大學—————140.112
- 國立陽明交通大學———140.113 , 140.129.51~80
- 國立清華大學—————140.114
- 國立中央大學—————140.115
- 國立成功大學—————140.116
- 國立中山大學—————140.117
- 國立臺灣科技大學———140.118
- 國立政治大學—————140.119
- 國立中興大學—————140.120
- 國立臺灣海洋大學———140.121
- 國立臺灣師範大學———140.122
- 國立中正大學—————140.123
- 國立臺北科技大學———140.124
- 國立雲林科技大學———140.125
- 中華大學———————140.126.3~21
- 國立屏東科技大學———140.127.1~35
- 國立高雄師範大學———140.127.36~80
- 輔英科技大學—————140.127.86~110
- 國立高雄科技大學———140.127.111~120 , 140.127.149~150 , 140.133.64~93
- 正修科技大學—————140.127.121~140
- 中華民國空軍軍官學校———————140.127.149~160
- 文藻外語大學—————140.127.164~170
- 義守大學———————140.127.176~191
- 國立高雄大學—————140.127.198~234 , 140.133.32~63
- 靜宜大學———————140.128.1~40
- 南開科技大學—————140.128.41~60
- 中國醫藥大學—————140.128.61~70
- 國立勤益科技大學———140.128.71~95
- 東海大學———————140.128.96~135
- 中山醫學大學—————140.128.136~147
- 中臺科技大學—————140.128.148~151
- 大同大學———————140.129.1~50
- 台北海洋科技大學———140.129.81~85
- 國防大學———————140.129.86~115 , 140.132
- 東南科技大學—————140.129.116~145
- 國立虎尾科技大學———140.130.1~40
- 國立嘉義大學—————140.130.41~50 , 140.130.81~100
- 吳鳳科技大學—————140.130.101~130
- 大同技術學院—————140.130.131~150
- 環球科技大學—————140.130.151~168
- 龍華科技大學—————140.131.1~20
- 國立臺灣藝術大學———140.131.21~30
- 華夏科技大學—————140.131.31~40
- 銘傳大學———————140.131.45~76
- 致理科技大學—————140.131.77~84
- 國立臺北護理健康大學—140.131.85~95
- 國立臺北商業大學———140.131.108~117
- 國立臺南大學—————140.133.1~15(同時也使用120.114.160~191)
- 逢甲大學———————140.134
- 中原大學———————140.135
- 天主教輔仁大學————140.136
- 中國文化大學—————140.137
- 元智大學———————140.138

#### 134開頭的IP
- 國立東華大學—————134.208

#### 163開頭的IP
- 淡江大學———————163.13
- 東吳大學———————163.14
- 陸軍軍官學校—————163.15.1~23
- 高雄醫學大學—————163.15.151~180
- 國立臺中科技大學———163.17.131~145
- 朝陽科技大學———163.17.x~x
- 國立高雄科技大學—163.18
- 耕莘健康管理專科學校—163.21.98
- 臺北市立大學—————163.21.236
- 國立暨南國際大學———163.22
- 大仁科技大學———163.24

#### 192開頭的IP
- 國立臺中教育大學———192.83.167
- 國立臺北大學—————192.83.170~185, 192.192.35~36
- 國立臺中科技大學———192.83.172
- 國立彰化師範大學———192.83.173
- 大葉大學———————192.83.174
- 國立臺北教育大學———192.83.179
- 國立體育大學—————192.83.181
- 中信金融管理學院———192.83.182~183
- 高苑科技大學—————192.83.190
- 實踐大學———————192.83.193
- 國立高雄科技大學—192.83.194~195
- 中央警察大學—————192.192.1
- 嶺東科技大學—————192.192.2
- 台南應用科技大學———192.192.3
- 崑山科技大學—————192.192.30~32
- 南台科技大學—————192.192.37~39
- 萬能科技大學—————192.192.40~43
- 景文科技大學—————192.192.44
- 嘉南藥理大學—————192.192.45
- 國立空中大學—————192.192.48~55
- 健行科技大學—————192.192.56~57
- 長庚大學———————192.192.60~67
- 亞東科技大學—————192.192.68~73
- 黎明技術學院—————192.192.74~77
- 中國科技大學—————192.192.78~85
- 僑光科技大學—————192.192.125~129
- 明志科技大學—————192.192.132~133
- 國立臺灣體育運動大學—192.192.139
- 德明財經科技大學———192.192.140~141
- 世新大學———————192.192.148~159
- 中華科技大學—————192.192.230

#### 120開頭的IP
- 亞東科技大學—————120.96.32~79
- 臺北基督學院—————120.96.254~255
- 國立臺北商業大學———120.97.0~31
- 國立宜蘭大學—————120.101.0~47
- 佛光大學—————120.101.48~67
- 弘光科技大學—————120.107.64~143
- 國立彰化師範大學———120.107.144~215
- 大葉大學————120.107.216~255
- 建國科技大學—————120.109.0~79
- 修平科技大學—————120.109.160~191
- 靜宜大學———————120.110（主要140.128.1～40）
- 國立虎尾科技大學———120.113.64~127
- 南臺科技大學—————120.117
- 國立屏東大學—————120.118
- 樹德科技大學—————120.119
- 健行科技大學—————120.124.96~199
- 銘傳大學———————120.125.86
- 國立金門大學—————120.125.96~111
- 國立臺北大學—————120.126

#### 203開頭的IP
- 慈濟大學———————203.64.76, 203.72.73~87
- 國立屏東商業技術學院—203.64.120、127
- 臺北城市科技大學———203.64.215
- 國立高雄餐旅大學———203.68
- 臺北醫學大學—————203.71.84~88

#### 210開頭的IP
- 長榮大學———————210.70.183
- 康寧大學———————210.71.118
- 明道大學———————210.60.
- 宏國德霖科技大學—————210.60.
- 國立臺東大學—————210.240.105~180

#### 211開頭的IP
- 世新大學———————211.76

### 高級中等學校的IP範圍

#### 210開頭的IP
- 國立臺南第一高級中學———————210.70.138
- 桃園市私立振聲高級中學———————210.60.194
- 國立鳳新高級中學———————210.60.161
- 桃園市立武陵高級中等學校———————210.70.26, 210.70.27, 210.70.28
- 臺中市立臺中工業高級中等學校———————210.70.70
- 臺中市私立天主教衛道高級中等學校———————210.60.208
- 臺北市立大安高級工業職業學校———————210.70.131
- 臺北市立建國高級中學———————210.71.78
- 臺中市立臺中第一高級中等學校———————210.60.107, 210.60.35, 210.60.36
- 國立鳳山高級中學———————210.70.89
- 新北市立瑞芳高級工業職業學校———————210.59.2
- 臺北市立萬芳高級中學———————210.70.212
- 臺南市私立瀛海高級中學———————210.70.111~112

#### 163開頭的IP
- 新竹市立建功高級中學———————163.19.116
- 國立竹北高級中學—————163.19.6
- 新北市立三重高級中學———163.20.157
- 新北市私立中信高級中等學校——163.20.40
- 國立彰化高級中學———————163.23.148
- 國立員林高級中學———————163.23.145,163.23.146
- 高雄市立楠梓高級中學———————163.32.77
- 高雄市立高雄高級中學———————163.32.78
- 高雄市立三民高級中學———————163.32.65
- 高雄市立海青高級工商職業學校———————163.32.98
- 高雄市私立三信高級家事商業職業學校———————163.32.84
- 臺南市私立明達高級中學———————163.26.255
- 國立潮州高級中學———————163.24.167
- 國立嘉義高級中學———————163.27.3
- 國立虎尾高級中學———————163.27.235
- 高雄市私立道明高級中學———————163.32.59
- 屏東縣私立美和高級中學———————163.24.160
- 臺北市立成淵高級中學———————163.21.105

#### 203開頭的IP
- 新北市立板橋高級中學———————203.64.161
- 臺中市私立明德高級中學———————203.68.203~205
- 國立中興大學附屬高級中學———————203.71.155~156
- 臺中市立豐原高級中等學校———203.71.204
- 臺南市私立港明高級中學———————203.71.220~223
- 臺北市立華江高級中學———————203.72.56
- 臺北市立大同高級中學—————203.72.57
- 臺北市立松山高級中學———————203.72.64
- 國立臺東高級中學———————203.72.66
- 臺北市立木柵高級工業職業學校———————203.72.67~70
- 桃園市立中壢商業高級中等學校———————203.72.100
- 國立中央大學附屬中壢高級中學———————203.72.181
- 國立花蓮高級工業職業學校———————203.72.48~50
- 臺北市立成功高級中學———————203.64.138.1~255

#### 140開頭的IP
- 國立臺灣師範大學附屬高級中學———————140.131.145~149
- 臺中市私立明道高級中學———————140.128.156~159
- 臺北市私立協和祐德高級中學—————140.131.119

### 政府單位的IP範圍

#### 140開頭的IP
- 臺中榮民總醫院——140.128.15

#### 163開頭的IP
- 連江縣政府教育處——163.25.24

#### 192開頭的IP
- 國家圖書館：192.83.186
- 衛生福利部國家中醫藥研究所：192.192.9
- 國立公共資訊圖書館：192.192.47

#### 203開頭的IP
- 新北市立圖書館————203.64.154
- 國立教育廣播電臺———203.64.188
- 新竹縣政府文化局———203.71.213~215

### 研究機構的IP範圍

#### 140開頭的IP
- 中央研究院——————140.109
- 國家高速網路與計算中心——————140.110

#### 192開頭的IP
- 中華經濟研究院————192.83.168

## IPv6位址範圍
亞太網路資訊中心（APNIC）核發給 TANet 之 IPv6 位址為 2001:288::/35。

## 外部連結
- TANet維運中心（页面存档备份，存于）（繁體中文）
- 台灣學術網路運作（页面存档备份，存于）（繁體中文）
- TANet無線網路漫遊交換中心（页面存档备份，存于）（繁體中文）
- 各縣市教育網路中心連結列表[永久]（繁體中文）
- 台灣學術網路危機處理中心（繁體中文）
- 台灣學術網路(TANET)-不當資訊過濾防制系統營運服務（页面存档备份，存于）（繁體中文）
- 教育部縣市網路中心-不適合存取資訊過濾防制系統（页面存档备份，存于）（繁體中文）
- 台灣學術網路校園語音交換平台（页面存档备份，存于）（繁體中文）
- 歷年台灣學術網路演進（页面存档备份，存于）（繁體中文）
- TWAREN網路（页面存档备份，存于）（繁體中文）
- TANet Whois（页面存档备份，存于）（繁體中文）